# Legio XV Apollinaris
Legio quinta decima Apollinaris ou Legio XV Apollinaris ("Décima-quinta legião de Apolo") foi uma legião do exército imperial romano. Ela foi criada por Otaviano em 41-40 a.C. e tinha como seu emblema o próprio deus Apolo ou um dos seus animais sagrados.
A décima-quinta é, por vezes, confundida com duas outras legiões de mesmo número: uma mais antiga que era comandada por Júlio César e acabou destruída no norte da África em 49 a.C. e uma outra que estava presente na Batalha de Filipos lutando pelo Segundo Triunvirato e que depois foi enviada para o oriente.

## História

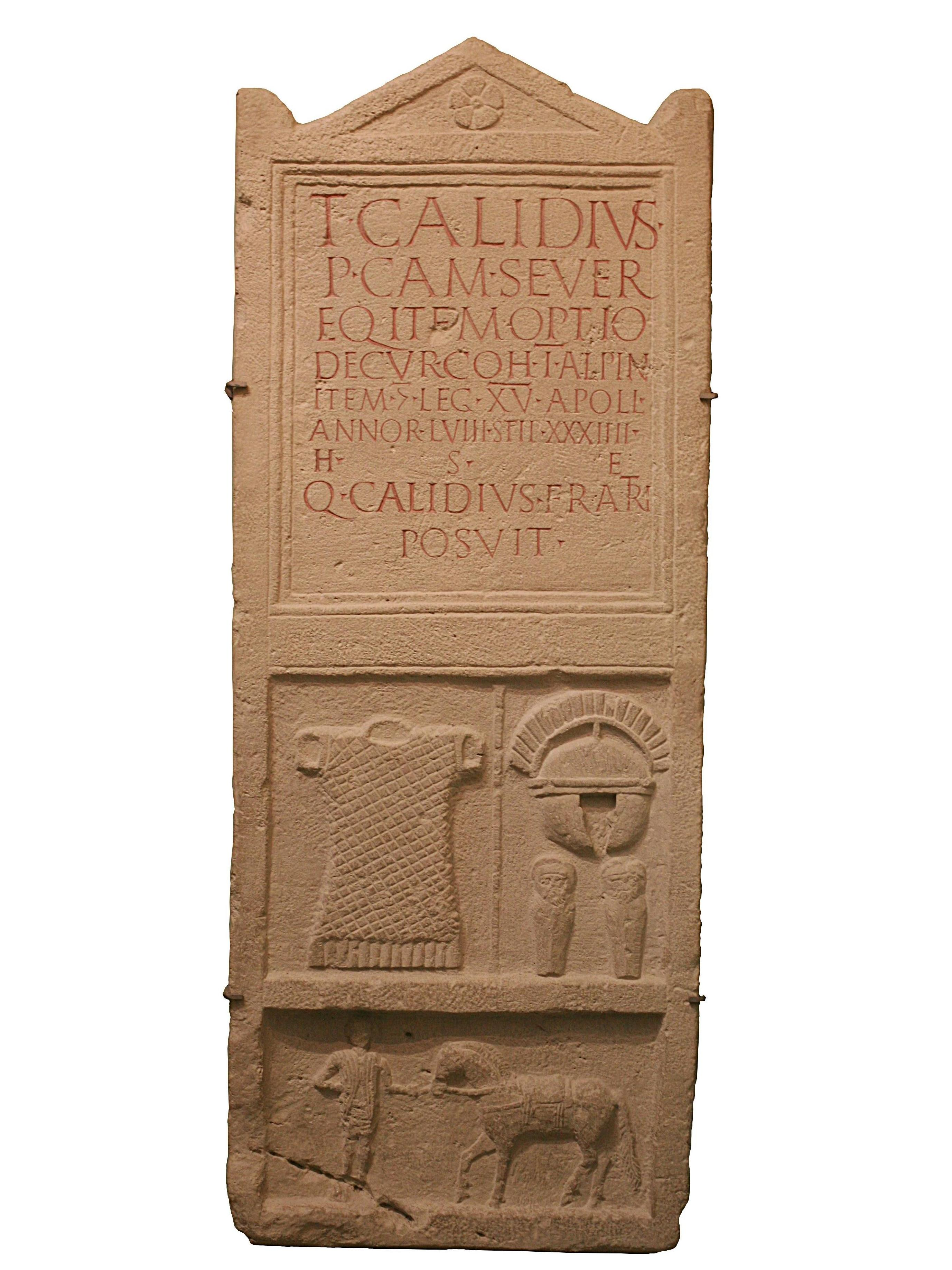
Inscrição mencionando a Legio XV Apollinaris encontrada em Carnunto, na moderna Áustria.

Otaviano (futuro imperador Augusto) criou a XV Apollinaris para encerrar a ocupação da Sicília por Sexto Pompeu, que estava ameaçando o suprimento de cereais para Roma. Depois da Batalha de Ácio, na qual a legião provavelmente ganhou seu epíteto de Apollinaris, foi enviada para guarnecer a província de Ilírico, onde permaneceu provavelmente até 6 a.C., embora seja possível que tenha entrado em combate durante as Guerras Cantábricas.
Neste mesmo ano, a décima-quinta participou da massiva campanha de Tibério contra os marcomanos, que foi atrapalhada por uma revolta na Panônia e que deu à legião diversas oportunidades de combate. Segundo o historiador Balduíno Saria, esta legião teria construído seu acampamento no local da Colonia Iulia Aemona por volta de 14 ou 15 antes de partir para Carnunto, uma hipótese que foi rejeitada pelo pesquisador Marjeta Šašel Kos por falta de evidências.
Já em 9, o principal acampamento da décima-quinta era a cidade de Carnunto, na Panônia, e lá ficou até ser enviada para a Síria e, possivelmente, para a Armênia por Nero em 61-2, territórios conquistados dos partas na Guerra romano-parta de 58-63. Depois de firmada a paz, décima-quinta foi enviada para Alexandria, mas logo se viu envolvida nos duros combates da Primeira Revolta Judaica, sendo responsável pela captura das cidades de Jotapata e Gamla, além do famoso general judeu que seria depois conhecido como historiador, Flávio Josefo. O comandante da XV Apollinaris nesta época era Tito, que depois seria imperador.
Depois da supressão da revolta, a legião voltou para Carnunto e reconstruiu seu castro. Vexillationes]] da décima-quinta participaram das Guerras Dácias, mas o corpo principal da unidade permaneceu defendendo a Panônia.
Em 115, uma nova guerra contra o Império Parta irrompeu e a décima-quinta foi enviada para o front, reforçada por elementos da XXX Ulpia Victrix. A unidade lutou na Mesopotâmia, que foi conquistada pelos romanos. Depois que o conflito terminou, a décima-quinta permaneceu no oriente e passou a ser sediada em Satala, no nordeste da Capadócia, com unidades em Trapezus, na margem do mar Negro, e em Ancira (moderna Ancara). Dali, a décima-quinta ajudou a repelir uma invasão dos alanos em 134.
Em 162, Roma e o Império Parta entraram em guerra novamente. A campanha romana, liderada pelo imperador Lúcio Vero, foi vitoriosa e a legião ocupou a capital armênia, Artaxata. Em 175, o general Avídio Cássio se revoltou contra o imperador Marco Aurélio, mas a décima-quinta se manteve fiel e recebeu o epíteto adicional de "Pia Fidelis".
A história da décima-quinta depois deste ponto é mais conjectural. Como uma unidade lotada no Oriente Médio, é quase certo que ela tenha participado das novas campanhas contra o Império Parta, incluindo o saque de sua capital, Ctesifonte, em 197, e das guerras contra os novos sassânidas que se tornaram o novo poder na Pérsia depois disto. Os sassânidas conseguiram uma grande vitória em 256, quando derrotaram a XV Apollinaris, conquistando sua fortaleza, Satala, e saqueando Trapezus em 258. No começo do século V, a Legio XV Apollinaris reaparece no registro histórico (Notitia Dignitatum): ainda aquartelada em Satala e Ancira, mas já sem o posto em Trapezus, e comandada pelo dux armeniae.
Uma inscrição que provavelmente é uma referência a esta legião foi encontrada numa caverna no leste do Uzbequistão, provavelmente gravada por soldados capturados pelos partas e despachados para a fronteira oriental como patrulhas de fronteira.